# Lepidopilum
Lepidopilum  es un género botánico de musgo en la familia de las Pilotrichaceae.  

## Especies
- Lepidopilum grevilleanum, Mitt.